# Karl XII:s likfärd
Karl XII:s likfärd är en oljemålning av den svenske konstnären Gustaf Cederström som finns i två versioner. Den första utfördes i Paris 1878 och ingår sedan 1939 i samlingarna på Göteborgs konstmuseum. Denna andra versionen  målades 1884 och förvärvades samma år av Nationalmuseum i Stockholm.

## Bakgrund
Målningen köptes i Paris för 22 000 francs av den ryske storfursten Konstantin Konstantinovitj som placerade tavlan i sitt palats, Marmorpalatset, i Sankt Petersburg. Då många ansåg att det var en skam att hyllningen till den fallne krigarkonungen hamnade i landet han stred mot arrangerades en insamling av medel för att övertala Gustaf Cederström att måla en ny version. Denna replik målade han 1884 på fädernegodset Krusenberg, beläget söder om Uppsala. Den 30 november (Karl XII:s dödsdag 1718), signerade han målningen och den transporterades med ångbåt till Nationalmuseum i Stockholm. Det är också denna, den senare av de två, som kommit att bli ett av Sveriges mest spridda och välkända konstverk.
Cederström komponerade med stor omsorg – och med konstnärens frihet – det drama som skildras. Målningen är ingen historiskt exakt skildring av hur liket efter Karl XII transporterades till Sverige. Den döde kungen bars inte på en öppen bår över de norska fjällen. I verkligheten fördes kroppen nattetid till den svenska arméns högkvarter i Tistedalen, lades i en furukista och transporterades därefter till Uddevalla där den balsamerades. Cederström var väl medveten om att han hade tagit sig konstnärliga friheter med händelseförloppet, något han 1919 kommenterade enligt följande:
| ” | Ej bars Carl XII obetäckt över gränsen, men har det stött någon människa att jag framställt honom så? ... Absolut lögn bör man akta sig för, men en väl vald licentia poetica måste vara tillåten. | „ |

Karolinerna i den första versionen har drag av de franska modeller han engagerade på de parisiska krogarna. I den andra versionen har dragoner, torpare, släkt och vänner från trakterna runt Krusenberg fått stå modeller. I bägge versionerna har Cederström också målat in sig själv som den förste karolinen i tåget. Berget i motivet är beläget sju kilometer sydsydväst om Uppsala, närmare bestämt vid före detta Uppsala jonosfärobservatorium i Lurbo.
Den första målningen från 1878 hänger sedan 1939 på Göteborgs konstmuseum och "Krusenbergsversionen" från 1884 på Nationalmuseum i Stockholm.
Tilläggas kan att den första målningen inköptes från Ryssland 1923 efter ryska revolutionen av bland andra konsthandlaren Max Molvidson till ett pris av 7 500:- guld rubel. När den kom till Sverige förvarades den i Max Molvidsons lägenhet i många år innan den köptes av Gustaf Werner som 1938 skänkte den till Göteborgs Konstmuseum.